# Siekierczyn (gemeente)
De gemeente Siekierczyn is een landgemeente in het Poolse woiwodschap Neder-Silezië, in powiat Lubański.
De zetel van de gemeente is in Siekierczyn.
Op 30 juni 2004 telde de gemeente 4517 inwoners.

## Oppervlakte gegevens
In 2002 bedroeg de totale oppervlakte van gemeente Siekierczyn 49,55 km², waarvan:
- agrarisch gebied: 73%
- bossen: 16%

De gemeente beslaat 11,57% van de totale oppervlakte van de powiat.

## Demografie
Stand op 30 juni 2004:
| Omschrijving                   | Totaal | Totaal | Vrouwen | Vrouwen | Mannen | Mannen |
| ------------------------------ | ------ | ------ | ------- | ------- | ------ | ------ |
| eenheid                        | aantal | %      | aantal  | %       | aantal | %      |
| inwoners                       | 4517   | 100    | 2324    | 51,5    | 2193   | 48,5   |
| bevolkingsdichtheid (inw./km²) | 91,2   | 91,2   | 46,9    | 46,9    | 44,3   | 44,3   |

In 2002 bedroeg het gemiddelde inkomen per inwoner 1483,28 zł.

## Aangrenzende gemeenten
Lubań, Lubań, Platerówka, Sulików, Zgorzelec